# Inter sollicitudines
Ne doit pas être confondu avec Au milieu des sollicitudes ou Inter pastoralis officii sollicitudines.
Inter sollicitudines (« Avec quel soin… ») est une bulle pontificale promulguée par le pape Léon X le 4 mai 1515 lors du cinquième concile du Latran qui accepte à cette occasion que ses décrets affectent la forme de bulles.
Le pape salue l'invention de l'imprimerie considérée comme un don de Dieu qui permet la diffusion de la culture et la propagation de la doctrine chrétienne, mais s'en méfie car elle est source d'erreurs, de prises de position contre la foi chrétienne, d'attaques contre les hommes d'Église, notamment de la part de la réforme protestante qui utilise cette nouvelle technique. C'est pourquoi la bulle (ou décret conciliaire), qui intègre des mesures déjà prises précédemment par le pape Innocent VIII en 1487 et par le pape Alexandre VI en 1501, prévoit que l'examen de tous les livres à imprimer doit être assuré par un expert qui est nommé par l'évêque et l'inquisiteur du diocèse. Ainsi est née l'Imprimatur, avec l'injonction, sous peine d'excommunication, de remettre ces livres à l'évêque qui se réserve le droit d'accorder la licence d'impression.